# Sacrificio di Isacco (Donatello)
Il Sacrificio di Isacco è una scultura di Donatello e Nanni di Bartolo proveniente dalle nicchie del terzo ordine del Campanile di Giotto, risalente al 1421. È in marmo bianco a grandezza naturale (188x56 cm) ed è oggi conservata nel Museo dell'Opera del Duomo di Firenze. Nonostante il gruppo di due figure esse riescono ad occupare lo spazio di una sola, per adattarsi alla forma standard della nicchia che originariamente occupavano. 

## Storia
La statua era la terza, da sinistra, del lato est del campanile, quello verso la cupola del Brunelleschi, che all'epoca doveva ancora essere costruita. Le altre tre statue di questo lato erano il Profeta imberbe di Donatello (1416-1418), il Profeta barbuto di Nanni di Bartolo (1408) e il Profeta pensieroso, sempre di Donatello (1418-1420).
La commissione venne firmata da Donatello il 10 marzo 1421 alla presenza del solo allievo e aiutante Nanni di Bartolo detto il Rosso, accettando, secondo una pratica comune nelle botteghe, l'incarico per entrambi. Ciò farebbe pensare a una collaborazione tra i due, ma critica oggi tende a propendere per una paternità, se non esclusiva, almeno preponderante di Donatello.
Le statue delle nicchie vennero trasferite nel museo nel 1937 e sostituite all'esterno da copie. Annerite dagli agenti atmosferici sono state restaurate e pulite nel 2009.

## Descrizione
Il soggetto della statua è l'unico chiaramente identificato tra le statue di questo lato. Le figure sono composte secondo un vibrante dinamismo dato dalla torsione. Il momento rappresentato sembra quello in cui Abramo ha appena ricevuto l'intimazione dell'angelo divino a fermarsi, come sembra indicare il suo sguardo rivolto verso l'alto, che lo distrae dal sacrificio in corso.
Abramo ha una gamba poggiata su un fascio di legni, necessari al sacrificio, e il coltello in mano già vicino al collo del figlio tenuto per i capelli, il quale si ritrae con compostezza scartando verso destra. Il suo piede della gamba verso l'esterno esce dalla nicchia, invadendo lo spazio esterno in modo da interagire maggiormente con l'osservatore. Isacco è rappresentato nudo e il suo fisico è piuttosto muscoloso.
La scelta del soggetto non era inedita, anzi era stata al centro del famoso concorso per la porta nord del Battistero di Firenze del 1401.